# Waldeck-Pyrmont
Waldeck-Pyrmont var et tysk fyrstedømme, medlem af det tyske forbund og efter den tyske rigsgrundlæggelse i 1871 en af de tyske forbundsstater.
Residens for fyrsterne og hovedstad var først borgen Waldeck ved Eder og fra 1655 Arolsen (i dag Bad Arolsen). Fyrstedømmet bestod af to adskilte dele: det tidligere grevskab Waldeck (i dag i Nord-Hessen), som var grundlagt i år 1180, og det væsentlig mindre grevskab Pyrmont (i dag i Syd-Niedersachsen), som i 1625 gennem arv var blevet forenet med Waldeck. Waldeck-Pyrmont blev fyrstedømme i 1712. Fyrstedømmet overlevede uroen under Napoleonskrigene og tilsluttede sig Det tyske forbund i 1815. Fra 1868 blev fyrstedømmet forvaltet af kongeriget Preussen, men forblev nominelt selvstændigt. I 1871 blev det en forbundsstat i det tyske rige. Efter fyrstens abdikation i 1918 blev Waldeck-Pyrmont en fristat (republik). 30. november 1921 blev Pyrmont efter en folkeafstemning indlemmet i den preussiske provins Hannover som del af den nye landkreds Hameln-Pyrmont. 1. april 1929 blev fristat Waldeck også indlemmet i Preussen i provinsen Hessen-Nassau.
I 1879 blev den 20 år gamle prinsesse Emma af Waldeck-Pyrmont (datter af fyrst Georg Viktor) gift med kong Wilhelm 3. af Holland.

## Eksterne links
- Fürstentum Waldeck Arkiveret 24. juni 2008 hos  Wayback Machine
- Der Freistaat Waldeck im Überblick
- Bad Wildungen Homepage
- Geschichte und Karte des Fürstentums Waldeck 1789

## Kort
50°54′45″N 11°46′58″Ø / 50.9125°N 11.78278°Ø
- Wikimedia Commons har flere filer relateret til Waldeck-Pyrmont